# Ayaka Komatsu
Ayaka Komatsu (jap. 小松 彩夏 Komatsu Ayaka; ur. 23 lipca 1986 w Ichinoseki) – japońska modelka i aktorka.

## Filmografia
- 2009 – Buzzer Beat jako Shion Kanazawa
- 2008 – Galileo: Episode Zero jako Yoko Hirahara
- 2007 – Boku wa Imōto ni Koi o Suru jako Tomoka Kusunoki
- 2006 – Master of Thunder jako Kaori
- 2005 – Bishōjo Senshi Sailor Moon: Act Zero jako Minako Aino / Sailor V
- 2003 – Odoru daisosasen the movie 2: Rainbow bridge wo fusaseyo!